# George Segal
George Segal (Great Neck, 13 febbraio 1934 – Santa Rosa, 23 marzo 2021) è stato un attore statunitense.

## Biografia
Nato a Great Neck, Long Island, New York, da Fannie e George Segal Sr., venne educato alla George School di Newton in Pennsylvania, e nel 1955 si iscrisse alla Columbia University, diplomandosi come attore e musicista. Sia i nonni paterni che materni erano ebrei russi immigrati fra la fine del 1800 e inizi del 1900.
Messo sotto contratto dalla Columbia Pictures, debuttò nel 1961 con il film Giorni senza fine di Phil Karlson, cui seguirono ruoli da comprimario in grandi produzioni come Il giorno più lungo (1962) e La nave dei folli (1965) di Stanley Kramer. Fece il suo esordio da protagonista con il film Qualcuno da odiare (1965) di Bryan Forbes, mentre l'anno successivo venne dato in prestito alla Warner Bros. per il film Chi ha paura di Virginia Woolf? (1966) di Mike Nichols, per cui ottenne una candidatura all'Oscar al miglior attore non protagonista, l'unica della sua carriera. In seguito recitò in film di vario genere, tra cui Né onore né gloria (1966) di Mark Robson, Quiller Memorandum (1966) di Michael Anderson, Non si maltrattano così le signore (1968) di Jack Smight, Tenderly (1968) di Franco Brusati e Il ponte di Remagen (1969) di John Guillermin.

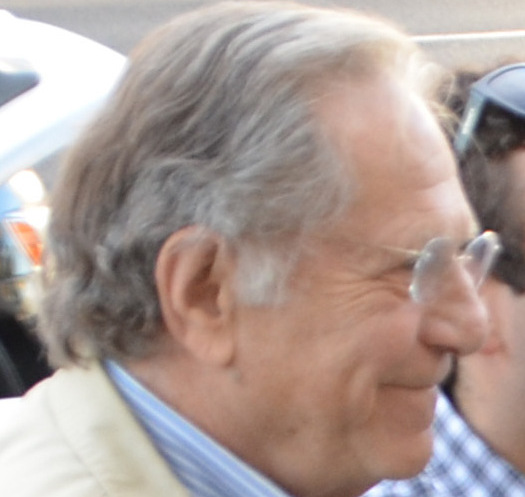
George Segal nel 2018

Interprete poliedrico, George Segal tuttavia consolidò lo status da attore di prima fascia nei primi anni settanta, legando il suo volto a pellicole di buon successo critico e commerciale, passando dalla leggerezza di commedie romantiche come Il gufo e la gattina (1970) di Herbert Ross, in coppia con Barbra Streisand, o Un tocco di classe (1973) di Melvin Frank, con Glenda Jackson, film per cui vinse un Golden Globe, a sardoniche dark comedy come California Poker di Robert Altman (1974) e Senza un filo di classe (1970) di Carl Reiner, fino a commedie d'azione come La pietra che scotta (1972) di Peter Yates, dove duettò con Robert Redford. Tra i suoi film di quegli anni si segnalano anche Loving - Gioco crudele (1970) di Irvin Kershner, Il mio uomo è una canaglia (1971) di Ivan Passer e L'uomo terminale (1974) di Mike Hodges.
Dopo il successo di Non rubare... se non è strettamente necessario (1977) di Ted Kotcheff, al fianco di Jane Fonda, e i discreti esiti di Rollercoaster - Il grande brivido (1977) di James Goldstone, Qualcuno sta uccidendo i più grandi cuochi d'Europa (1978) di Ted Kotcheff e Marito in prova (1979) di Melvin Frank, la stella di Segal parve declinare e iniziò per l'attore un periodo di insuccessi commerciali. A questo si aggiunsero alcune scelte sbagliate, a partire dal rifiuto del ruolo da protagonista in 10 (1979) di Blake Edwards, che invece lanciò la carriera hollywoodiana di Dudley Moore. A partire dai primi anni ottanta Segal lavorò per la televisione, dove peraltro andò incontro a due flop con le serie Take Five e Murphy's Law, entrambe prematuramente interrotte.
A partire dal 1989, con Senti chi parla di Amy Heckerling, Segal ritornò a recitare al cinema con una certa frequenza, ma solo in ruoli da comprimario, come in L'amore ha due facce (1996) di Barbra Streisand, mentre ottenne maggiori soddisfazioni con due sitcom di successo, Just Shoot Me!, di cui interpretò sette stagioni tra il 1997 e il 2003 e che gli valse due candidature al Golden Globe, e Vi presento i miei (2011-2012). Dal 2013 al 2021 fece parte del cast della serie The Goldbergs, interpretando il nonno Albert Solomon.
È morto il 23 marzo di quello stesso anno, all'età di 87 anni, per complicazioni insorte a seguito di un intervento chirurgico di bypass. Dopo i funerali il corpo di Segal è stato cremato.

## Vita privata
Nel 1956 sposò Marion Sobel, da cui ebbe due figlie, Elizabeth (1962) e Polly (1966). I due divorziarono nel 1983, quando Segal si innamorò di Linda Rogoff, conosciuta a uno stage. I due si sposarono nello stesso anno e rimasero insieme fino al 1996, anno della morte di Linda.
Nello stesso anno si risposò con Sonia Schultz Greenbaum, con cui rimase fino alla morte.

## Filmografia

### Cinema
- Giorni senza fine (The Young Doctors), regia di Phil Karlson (1961)
- Il giorno più lungo (The Longest Day), regia di Ken Annakin, Andrew Marton (1962)
- Act One, regia di Dore Schary (1963)
- Squadra d'emergenza (The New Interns), regia di John Rich (1964)
- Invito ad una sparatoria (Invitation to a Gunfighter), regia di Richard Wilson (1964)
- Qualcuno da odiare (King Rat), regia di Bryan Forbes (1965)
- La nave dei folli (Ship of Fools), regia di Stanley Kramer (1965)
- Chi ha paura di Virginia Woolf? (Who's Afraid of Virginia Woolf?), regia di Mike Nichols (1966)
- Né onore né gloria (Lost Command), regia di Mark Robson (1966)
- Quiller Memorandum (The Quiller Memorandum), regia di Michael Anderson (1966)
- Il massacro del giorno di San Valentino (The St. Valentine's Day Massacre), regia di Roger Corman (1967)
- Addio Braverman (Bye Bye Braverman), regia di Sidney Lumet (1968)
- Non si maltrattano così le signore (No Way to Treat a Lady), regia di Jack Smight (1968)
- Tenderly, regia di Franco Brusati (1968)
- La stella del Sud (The Southern Star), regia di Sidney Hayers (1969)
- Il ponte di Remagen (The Bridge at Remagen), regia di John Guillermin (1969)
- Loving - Gioco crudele (Loving), regia di Irvin Kershner (1970)
- Senza un filo di classe (Where's Poppa?), regia di Carl Reiner (1970)
- Il gufo e la gattina (The Owl and the Pussycat), regia di Herbert Ross (1970)
- Il mio uomo è una canaglia (Born to Win), regia di Ivan Passer (1971)
- La pietra che scotta (The Hot Rock), regia di Peter Yates (1972)
- Un tocco di classe (A Touch in Class), regia di Melvin Frank (1973)
- Una pazza storia d'amore (Blume in Love), regia di Paul Mazursky (1973)
- L'uomo terminale (The Terminal Man), regia di Mike Hodges (1974)
- California Poker (California Split), regia di Robert Altman (1974)
- L'uccello tutto nero (The Black Bird), regia di David Giler (1975)
- Roulette russa (Russian Roulette), regia di Lou Lombardo (1975)
- La volpe e la duchessa (The Duchess and the Dirtwater Fox), regia di Melvin Frank (1976)
- Rollercoaster - Il grande brivido (Rollercoaster), regia di James Goldstone (1977)
- Non rubare... se non è strettamente necessario (Fun with Dick and Jane), regia di Ted Kotcheff (1977)
- Qualcuno sta uccidendo i più grandi cuochi d'Europa (Who Is Killing the Great Chefs of Europe?), regia di Ted Kotcheff (1978)
- Marito in prova (Lost and Found), regia di Melvin Frank (1979)
- L'ultima coppia sposata (The Last Married Couple in America), regia di Gilbert Cates (1980)
- Il pollo si mangia con le mani (Carbon Copy), regia di Michael Schultz (1981)
- Sfida alla vita (Not My Kid), regia di Michael Tuchner (1985)
- Scherzare col fuoco (Stick), regia di Burt Reynolds (1985)
- Marathon (Run for Your Life), regia di Terence Young (1988)
- Senti chi parla (Look Who's Talking), regia di Amy Heckerling (1989)
- Giorni di gloria... giorni d'amore (For the Boys), regia di Mark Rydell (1991)
- Un orso chiamato Arturo, regia di Sergio Martino (1992)
- Senti chi parla adesso! (Look Who's Talking Now), regia di Tom Ropelewski (1993)
- Caccia mortale (Joshua Tree), regia di Vic Armstrong (1993)
- Da morire (To Die For), regia di Gus Van Sant (1995)
- Babysitter... Un thriller (The Babysitter), regia di Guy Ferland (1995)
- Amori e disastri (Flirting with Disaster), regia di David O. Russell (1996)
- Il rompiscatole (The Cable Guy), regia di Ben Stiller (1996)
- L'amore ha due facce (The Mirror Has Two Faces), regia di Barbra Streisand (1996)
- Un party per Nick (It's My Party), regia di Randal Kleiser (1996)
- Heights, regia di Chris Terrio (2004)
- 13 giorni a Las Vegas (Three Days to Vegas), regia di Charlie Picerni (2007)
- Made for Each Other, regia di Daryl Goldberg (2009)
- 2012, regia di Roland Emmerich (2009)
- Amore & altri rimedi (Love and Other Drugs), regia di Edward Zwick (2010)
- Elsa & Fred, regia di Michael Radford (2014)

### Televisione
- L'ora di Hitchcock (The Alfred Hitchcock Hour) – serie TV, episodio 2x02 (1963)
- Channing - serie TV, episodio 1x08 (1963)
- The Nurses – serie TV, 2 episodi (1963-1964)
- Sotto accusa (Arrest and Trial) – serie TV, episodio 1x28 (1964)
- Death of a Salesman, regia di Alex Segal - film TV (1966)
- Le piccanti avventure di Robin Hood (The Zany Adventures of Robin Hood), regia di Ray Austin - film TV (1984)
- Intrigo a Berlino (The Cold Room), regia di James Dearden - film TV (1984)
- Gioco senza fine (The Endless Game) - miniserie TV, 2 episodi (1989)
- La signora in giallo (Murder, She Wrote) - serie TV, episodio 10x09 (1993)
- Alta marea (High Tide) - serie TV, 22 episodi (1994-1995)
- Just Shoot Me! - serie TV, 149 episodi (1997-2003)
- The Linda McCartney Story, regia di Armand Mastroianni - film TV (2000)
- Law & Order - Unità vittime speciali (Law & Order: Special Victims Unit) - serie TV, episodio 5x08 (2003)
- The War at Home – serie TV, episodio 2x16 (2007)
- Entourage – serie TV, episodi 6x05, 6x06, 6x07 (2009)
- Vi presento i miei (Retired at 35) - serie TV, 20 episodi (2011-2012)
- The Goldbergs - serie TV, 139 episodi (2013-2021)

## Riconoscimenti
- Premio Oscar
  - 1967 – Candidatura al miglior attore non protagonista per Chi ha paura di Virginia Woolf?
- Golden Globe
  - 1965 – Attore più promettente per Squadra d'emergenza
  - 1967 – Candidatura al miglior attore non protagonista per Chi ha paura di Virginia Woolf?
  - 1974 – Miglior attore in un film commedia o musicale per Un tocco di classe
  - 1999 – Candidatura al miglior attore in una serie TV commedia o musicale per Just Shoot Me!
  - 2000 – Candidatura al miglior attore in una serie TV commedia o musicale per Just Shoot Me!
- Premio BAFTA
  - 1969 – Candidatura al miglior attore non protagonista per Non si maltrattano così le signore
- Walk of Fame
  - 2017 – Stella
- Laurel Awards
  - 1965 – Candidatura al miglior attore esordiente
  - 1967 – Candidatura al miglior attore non protagonista per Chi ha paura di Virginia Woolf?
- Festival di Taormina
  - 2016 – Arancio d'oro alla carriera

## Doppiatori italiani
Nelle versioni in italiano dei suoi film, George Segal è stato doppiato da:
- Sergio Graziani in Non si maltrattano così le signore, Il ponte di Remagen, Senza un filo di classe, Il gufo e la gattina, Un tocco di classe, Marito in prova, L'amore ha due facce, The Linda McCartney Story
- Luciano Melani in Chi ha paura di Virginia Woolf?, La stella del sud, Quiller Memorandum, Il mio uomo è una canaglia, L'uomo terminale, Roulette russa, Non rubare... se non è strettamente necessario, Rollercoaster - Il grande brivido
- Cesare Barbetti in Qualcuno sta uccidendo i più grandi cuochi d'Europa, Le piccanti avventure di Robin Hood, Giorni di gloria... Giorni d'amore, Un orso chiamato Arturo, Alta marea, Il rompiscatole
- Giuseppe Rinaldi in Invito ad una sparatoria, Qualcuno da odiare, La nave dei folli, Né onore né gloria
- Dario Penne in Amore & altri rimedi, Vi presento i miei, The Goldbergs, Elsa & Fred
- Renato Cortesi ne La signora in giallo, The War at Home
- Luciano De Ambrosis in Il giorno più lungo, Boston Legal
- Michele Kalamera in Accademia di guerra
- Sergio Tedesco ne Il massacro del giorno di San Valentino
- Gigi Proietti in Gioco senza fine
- Gianfranco Bellini ne La pietra che scotta
- Pino Colizzi in Marathon
- Saverio Moriones in Caccia mortale
- Sergio Di Stefano in Senti chi parla
- Sandro Iovino in Senti chi parla adesso
- Carlo Reali in Amori e disastri
- Elio Zamuto in Law & Order - Unità vittime speciali
- Dante Biagioni in Private Practice
- Gianni Musy in 2012